# Locomotiva FS 391
Le locomotive del gruppo 391 erano una serie di 27 macchine, a vapore saturo e semplice espansione, a tre assi con tender, alimentate a carbone, che le Ferrovie dello Stato acquisirono, in seguito alla statizzazione delle ferrovie nel 1905, insieme agli impianti della Rete Mediterranea.

## Storia
Le locomotive acquisite nel 1905 dalle FS provenivano dal vecchio esercizio della Società per le Strade Ferrate del Mediterraneo che a sua volta le aveva ereditate nel 1885, in seguito alla costituzione della Rete Mediterranea, dalle precedenti esercenti SFR che a loro volta le avevano inglobate nel proprio parco in seguito all'acquisizione della rete delle Livornesi. Erano di costruzione piuttosto eterogenea e provenienti da fabbriche inglesi, sassoni, austriache e italiane di locomotive a vapore; erano di concezione antiquata e con semplice tettoia come cabina di guida.
Le unità immatricolate nel 1905 come gruppo 391 erano di due tipi, con tender a tre assi o a 2 assi. Furono classificate come 3911-3938; nel 1914 ne restavano attive 4 unità con tender a due assi, la 3931, la 3933, la 3936 e la 3938, tutte costruite nel 1875 dalla Sigl di Wiener Neustadt e 8 unità con tender a 3 assi: le 3911 e 3912 di costruzione inglese, le 3919, 3921, 3922 e 3926 di costruzione tedesca e le 3929 e 3930 costruite a Pietrarsa.

## Caratteristiche
Le locomotive del gruppo 391 FS erano a vapore saturo e a semplice espansione con 2 cilindri interni e distribuzione del tipo Stephenson, a cassetto piano, interna al telaio. Il rodiggio era 0-3-0, a tre assi accoppiati; sviluppavano una potenza tra 250 e 260 kW, a seconda dell'unità a cui corrispondeva uno sforzo di trazione massimo tra 5090 e 5720 kg. Il diametro delle ruote era di 1400 mm, quindi adatto ad un uso misto, merci o viaggiatori. La caldaia aveva una pressione di taratura di 9 bar.
Le locomotive erano quasi tutte munite di freno a controvapore e di freno a mano agente sulle ruote del tender.
Il tender era a due o a tre assi con massa complessiva di 21,5 o 22,8 t. Il carico di carbone era di 3 t per ambedue le versioni mentre il carico d'acqua era di 7 o di 7,2 t. La velocità massima della locomotiva era di 45 km/h.